# Druhanice

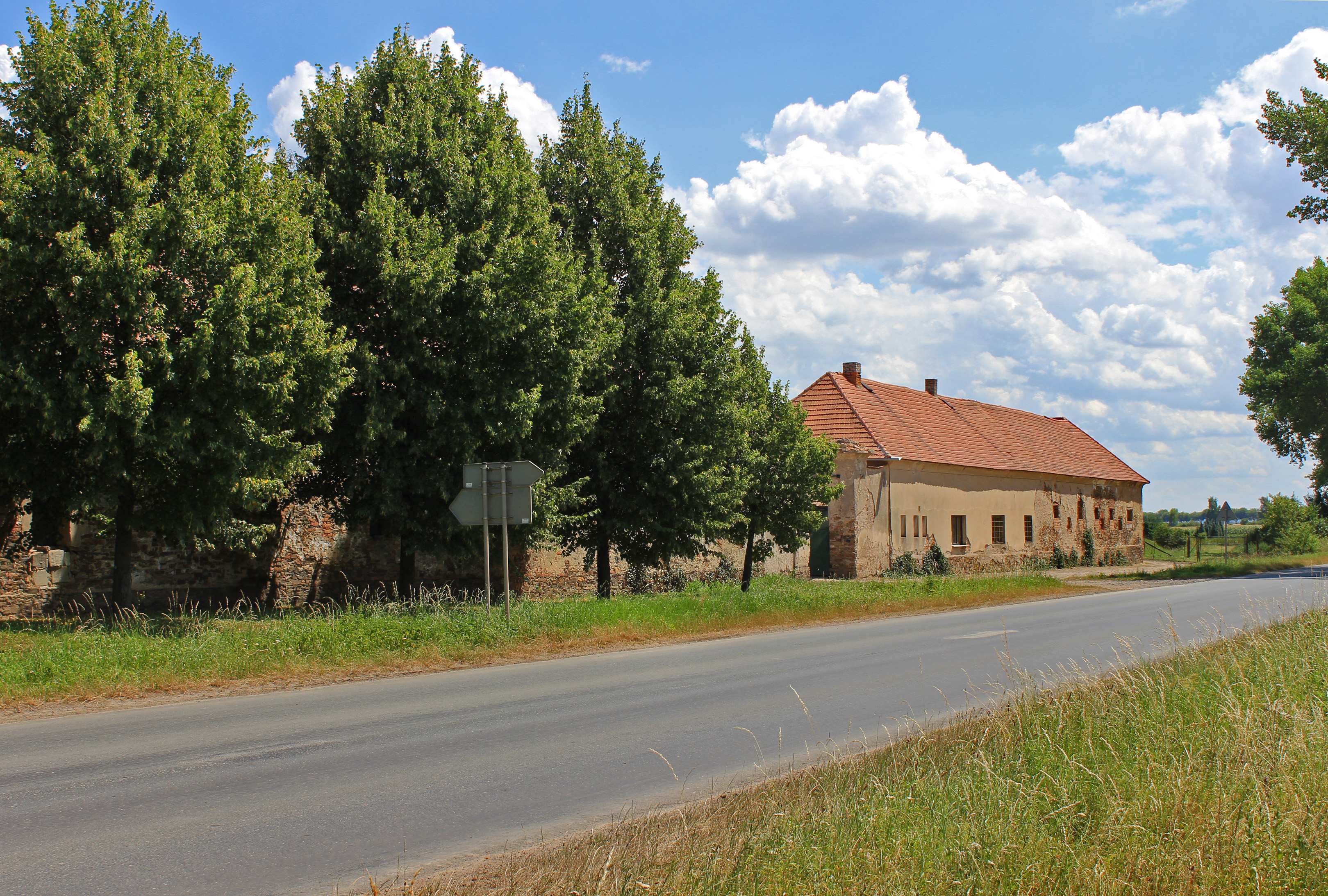
Gut Druhanice

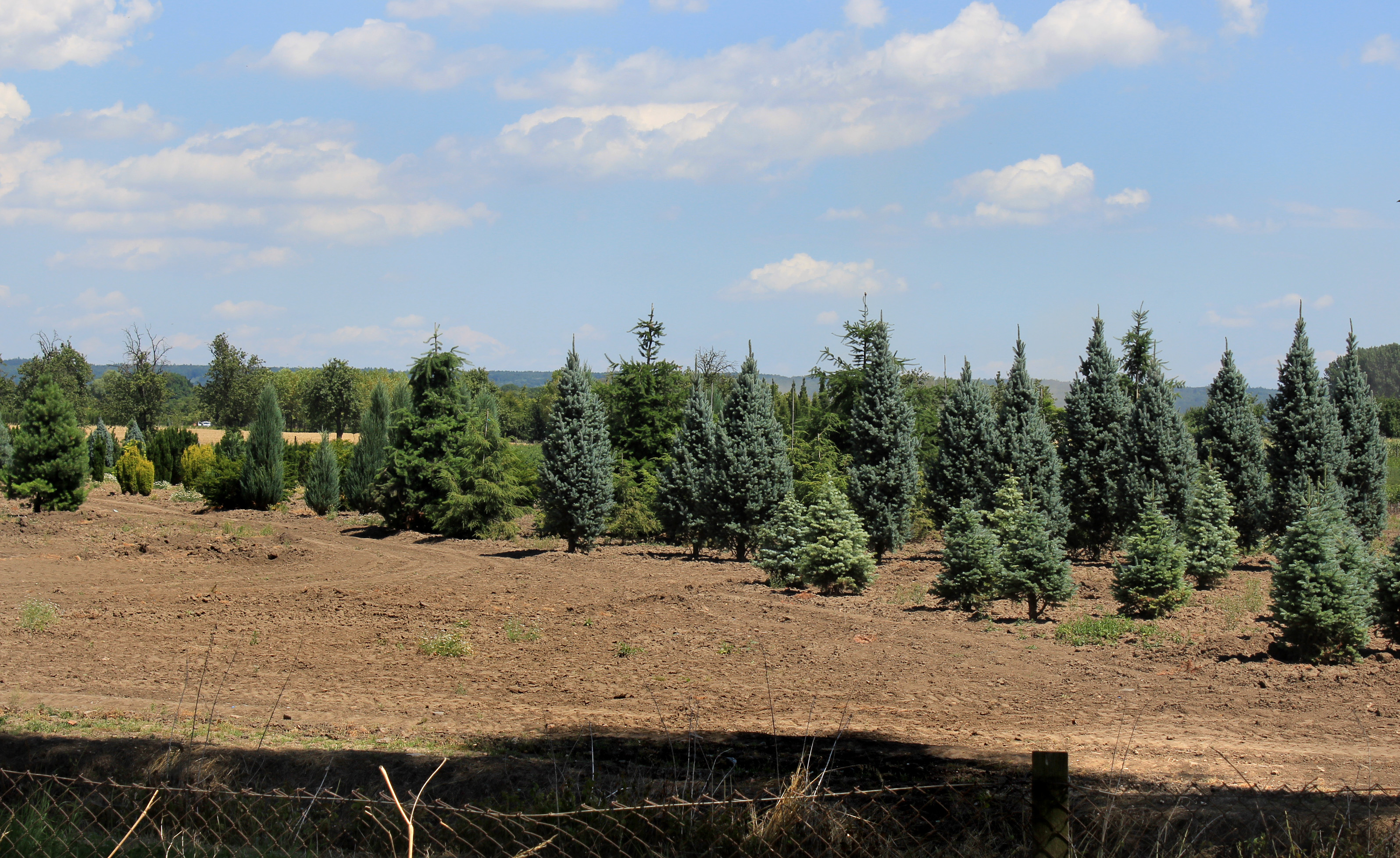
Baumschule in Druhanice

Druhanice (deutsch  Druhanitz) ist ein Ortsteil der Gemeinde Chotusice im Okres Kutná Hora in Tschechien. Er liegt vier Kilometer nördlich von Čáslav.

## Geographie
Druhanice befindet sich rechtsseitig des Baches Brslenka in der Čáslavská kotlina (Czaslauer Becken). Durch den Ort verläuft die Straße II/338 zwischen Čáslav und Chvaletice. Nördlich liegt das Wildgehege Žehušická obora, südwestlich der Militärflugplatz Čáslav (LKCV). Südlich von Druhanice mündet der Koudelovský potok in die Brslenka.
Nachbarorte sind Žehušice und Borek im Norden, Horka I, Svobodná Ves, Bojmany und Zaříčany im Nordosten, Vlačice im Osten, Dolní Bučice und Horní Bučice im Südosten, Vrcha und Čáslav im Süden, Chotusice im Westen sowie Rohozec im Nordwesten.

## Geschichte
Die erste urkundliche Erwähnung der Feste Drchanice erfolgte 1350. Im Jahre 1490 ist ein Kretscham in Druhanice nachweislich. Der Ort gehörte in dieser Zeit zu den Besitzungen der Stadt Kuttenberg und später zur Stadt Čáslav. Im Jahre 1533 wurde der Höfling Jan von Druhanice im Streit von Václav Žehušický von Nestajov auf Žehušice mit dem Schwert erschlagen.  Ab 1643 bildete Druhanice ein selbständiges Gut. Nach 1661 erwarb Michael Oswald von Thun und Hohenstein auf Žehušice das Gut Druhanice von Wenzel Wražda von Kunwald und vereinigte es mit der Herrschaft Žehušice. 1671 bestimmte Michael Oswald von Thun die Herrschaft zur Majoratsherrschaft und vererbte sie an seinen Bruder Maximilian. Während des Ersten Schlesischen Krieges trafen am 17. Mai 1742 westlich von Druhanice das preußische und das österreichische Heer in der Schlacht bei Chotusitz aufeinander.
Im Jahre 1840 bestand das am Druhanitzer Teich gelegene Dorf Druhanitz bzw. Druhanice aus 4 Häusern, in denen 21 Personen lebten. Im Ort gab es einen herrschaftlichen Meierhof und eine Mühle. Der Druhanitzer Teich wurde von der Herrschaft als Kammerteich genutzt. Pfarrort war Chotusitz.
Nach der Aufhebung der Patrimonialherrschaften bildete Druhanice einen Ortsteil der Marktgemeinde Chotusice im Gerichtsbezirk Časlau. 1850 bestand Druhanice aus 3 Häusern und hatte 35 Einwohner. Ab 1868 gehörte der Ort zum Bezirk Časlau.
Zwischen 1952 und 1958 wurde auf den Feldern südwestlich von Druhanice – dem Schlachtfeld von 1742 – der Militärflugplatz Čáslav angelegt. Im Zuge der Gebietsreform von 1960 wurde der Okres Čáslav aufgehoben; Druhanice wurde dem Okres Kutná Hora zugeordnet. Im Oktober 1991 übernahm der österreichische Großgärtner Josef II Starkl das Gut Druhanice, seit 2007 führt sein Enkel Frank Starkl die Starkl – zahradník spol. s r.o.
Am 3. März 1991 hatte der Ort 18 Einwohner; beim Zensus von 2001 lebten in den 4 Wohnhäusern von Druhanice 8 Personen, davon 3 auf dem Žehušicer Anteil.

## Ortsgliederung
Druhanice ist Teil des Katastralbezirkes Chotusice, ein Anteil des Dorfes gehört zum Katastralbezirk Žehušice.